# Wojzbuniszki
Wojzbuniszki (lit. Vozbūniškės) − wieś na Litwie, w gminie rejonowej Soleczniki, 6 km na południe od Koleśników, zamieszkana przez 1 osobę. Przed II wojną światową w Polsce, w powiecie lidzkim województwa nowogródzkiego.